# EMD SW1200
Тепловоз EMD SW1200 — тепловоз, изготавливавшийся Electro-Motive Diesel с января 1954 по май 1966 года.
На тепловозе установлен 12-цилиндровый дизельный двигатель мощностью 1200 л.с.
Тепловоз поставлялся на множество железных дорог. Крупнейшими его эксплуатантами являются дороги: Chicago, Burlington and Quincy Railroad (22 секции), Chicago, Milwaukee, St. Paul and Pacific Railroad (48), Chile Exploration (25), Missouri Pacific Railroad (116), Texas and Pacific Railway (20), New York, New Haven and Hartford Railroad (20), Northern Pacific Railway (59), Pennsylvania Railroad (35), Southern Pacific Transportation Company (27), Terminal Railroad Association of St. Louis (25), а также металлургическая компания Inland Steel Company (27).